# Leuenbergeria quisqueyana
Leuenbergeria quisqueyana ist eine Pflanzenart in der Gattung Leuenbergeria aus der Familie der Kakteengewächse (Cactaceae). Das Artepitheton quisqueyana verweist auf das Vorkommen der Art auf der Insel Quisqueya.

## Beschreibung
Leuenbergeria quisqueyana wächst strauchig und erreicht Wuchshöhen von 2 bis 4 Meter. Der grünlich braune bis braune, glatte Stamm weist einen Durchmesser von bis zu 25 Zentimeter auf. Die spindelförmig verdickten Wurzeln weisen eine Länge von 20 bis 30 Zentimeter und einen Durchmesser von 5 bis 10 Zentimeter auf. Die Laubblätter sind gestielt. Die elliptische bis verkehrt eiförmige bis lanzettliche Blattspreite ist 3 bis 5 Zentimeter lang und 2,5 bis 3 Zentimeter breit. Die Areolen tragen nur Dornen und bringen keine Laubblätter hervor. An den Zweigen sind je Areole bis zu vier strohfarbene bis braune Dornen vorhanden, die 1 bis 1,5 Zentimeter lang sind. Am Stamm werden je Areole bis zu 120 Dornen ausgebildet, die eine Länge von 2 bis 6 Zentimeter aufweisen.
Die Blüten sind eingeschlechtig und erreichen einen Durchmesser von 5 bis 7 Zentimeter. Früchte und Samen wurden noch nicht beschrieben.

## Verbreitung, Systematik und Gefährdung
Leuenbergeria quisqueyana ist im Südosten der Dominikanischen Republik in Küstendickichten auf Korallenkalk und Sand in Meereshöhe verbreitet.
Die Erstbeschreibung erfolgte 1980 durch Henri Alain Liogier. Joël Lodé stellte die Art 2012 in die Gattung Leuenbergeria.
In der Roten Liste gefährdeter Arten der IUCN wird die Art als „Critically Endangered (CR)“, d. h. als vom Aussterben bedroht geführt.

## Nachweise